# Luís de Portugal, Duque de Beja
Luís de Portugal (Abrantes, 3 de março de 1506 — Lisboa, 27 de novembro de 1555). Filho do rei Manuel I de Portugal e da infanta espanhola Maria de Aragão, foi 5.º Duque de Beja, 5.º Senhor de Moura, 9.º Condestável de Portugal e Prior da Ordem Militar de S. João de Jerusalém, com sede portuguesa no Crato.
Irmão de D. João III, sobre o infante D. Luís diz-se que só faltou ser rei, dadas as suas qualidades.
Além de um exímio militar, era conhecido por ser um cortesão exemplar, cuja etiqueta e comportamento deveriam ser imitados.
Esteve, durante algum tempo, noivo da rainha Maria I de Inglaterra.
Foi, também, considerado para assumir o trono do Reino da Polónia e do Grão Ducado da Lituânia.

## Educação
Deu em criança provas de grande inteligência, e teve como professor Pedro Nunes, com quem aprendeu Filosofia, Aritmética, Geometria e Astronomia, e que lhe dedicou várias obras, dirigindo-se a ele da seguinte forma:
“E duvidando muito comigo, se dirigiria isto a Vossa Alteza a matéria da obra me convidou a fazer: que pois V. A. tem tanto primor na Cosmografia, e na parte instrumental, e tem tão alto e tão claro entendimento e imaginação, que pode facilmente inventar muitas coisas que os antigos ignoraram, parece que de direito lhe pertencia: de outra parte punha-me grande receio de ser a Obra tão pequena e não haver nela coisa que a V. A. seja nova.” in Memórias históricas sobre alguns matemáticos portugueses, de António Ribeiro dos Santos

## Participação na Conquista de Túnis
O Infante Dom Luís enquanto Condestável de Portugal comandou o contingente português que o Imperador Carlos V usou aquando da Conquista de Túnis. Quando Carlos V solicitou apoio naval a Portugal, referiu especificamente o galeão Botafogo, que Dom Luís comandou. Foi o esporão do Botafogo que conseguiu quebrar as correntes em La Goleta, que defendiam a entrada do porto, permitindo, então, à armada cristã que atingisse e conquistasse a cidade de Tunes.
O galeão portuguez chamado S. João Baptista, em que o imperador de Alemanha, e rei de Hespanha  Carlos V foi com seu cunhado o nosso infante Dom Luiz, chamado Delicias de Portugal, á conquista de Tunes contra o famoso corsario Heredim Barba-Rôxa, não só é celebrado por ser o maior navio, que nos mares da Europa opprimiram as ondas, pois jogava 366 peças de bronze, e sendo redondo continha 600 mosqueteiros, 400 soldados de espada e rodella, e 300 artilheiros; mas tambem é famoso pelo talhamar, ou serra grande de aço finissimo, que tinha na próa, para romper a cadea de Goleta; o que se não poude conseguir da primeira vez, mas sim da segunda, em que o infante Dom Luiz mandou ao piloto, que se fizesse ao mar com volta mais larga, e dadas as velas todas ao vento [prevenção que faltara na primeira] investiu a cadeia com impulso tão furioso, e vehemente, que a fez em pedaços, levantando uma grande serra de agua. Entrou o galeão pelo rio, como pelo corro o cavalleiro depois d’uma boa sorte, e começou a lançar tanta immensidade de raios sobre as fortificações dos infieis, que daqui lhe veio o nome, que o vulgo repete [ainda hoje em dia], chamando-lhe o galeão botafogo. Com elle, sem duvida, se facilitou, e conseguiu a conquista da Goleta, que se afigurava inexpugnavel, no dia 13 de Julho do anno de 1535. (Revista Panorama, 1841, Volume 5, pág. 384)

## Paternidade real de D. António

Brasão pessoal do infante D. Luís, 5.º Duque de Beja.

Dom Luís afirmou ter casado em segredo em Évora com Violante Gomes, a Pelicana (Torre de Moncorvo, c. 1510 - Almoster, 16 de julho de 1568), filha de Pedro Gomes, de Évora, e de sua mulher, tendo um filho, D. António, Prior do Crato, o que garante a Legitimidade de D. António, que não é socialmente aceite, e que mais tarde viria a ser aclamado rei de Portugal e lutado contra o domínio filipino.

## Paternidade de Beatriz Mendes
Beatriz Mendes de Góis e Vasconcelos, ou na caligrafia da época "Brites Mendes",  filha de Luís de Portugal com uma Dama da Corte, Joana de Goés Vasconcelos. Beatriz foi dada como órfã, fazendo Bartolomeu Rodrigues assumir por obrigação a paternidade. Assim ela não fez parte da realeza portuguesa.
Hoje historiadores e genealogistas consideram Luís de Portugal o pai de Beatriz Mendes. Um dos mais importantes pesquisadores do período da ocupação neerlandesa em Pernambuco, Evaldo Cabral de Mello, considera que Beatriz é: filha natural de algum fidalgo da corte, talvez do próprio Dom Luís, solteirão impenitente, cujo camareiro se tenha prestado à ficção, então comum, de passar por pai da bastarda.

Beatriz Mendes migrou para o Brasil, então período colonial e casou-se com Arnau de Holanda que era sobrinho-neto do Papa Adriano VI, ela desempenhou o serviço de Senhora de engenho no estado brasileiro de Pernambuco, Beatriz morreu em 19 de dezembro de 1620 em torno de 90 anos.